# Terpitz (Frohburg)
Terpitz ist ein Ortsteil der Stadt Frohburg im Süden des Landkreises Leipzig in Sachsen.

## Geografie

### Lage
Terpitz liegt zwischen Kohren-Sahlis im Südwesten, Walditz im Südosten und Eckersberg im Norden.

### Ortsbild
Terpitz' Häuser liegen relativ dicht aneinander. Wenn das Dorfbild einmal durchbrochen ist, dann durch Grünflächen mit Bäumen. Im Kirschgarten, einer Siedlung in Richtung Kohren-Sahlis gelegen, finden sich deutlich größere Häuser, die erst seit den 1990er Jahren gebaut wurden.

### Relief
Im Südwesten des Ortes befindet sich der tiefste Punkt des selbigen. Bis dahin, so kann man sagen, fällt das Dorf, einmal mehr, einmal weniger, ab.

## Geschichte
Im Jahr 1429 erfolgte die erstmalige Erwähnung der Mühle von Terpitz. Der Ort lag bis 1856 im kursächsischen bzw. königlich-sächsischen Amt Borna. Der Gerichtsbarkeit über Terpitz lag beim Rittergut Sahlis. Ab 1856 gehörte der Ort zum Gerichtsamt Frohburg und ab 1875 zur Amtshauptmannschaft Borna.
Am 1. Oktober 1948 erfolgte die Eingemeindung nach Kohren-Sahlis. Im Jahr 2006 eröffnete ein Internettreff im Ort.
Seit dem 1. Januar 2018 gehört der Ort zur Stadt Frohburg.

### Einwohnerentwicklung
- 1834: 138 Einwohner
- 1871: 155 Einwohner
- 1890: 142 Einwohner
- 1910: 164 Einwohner
- 1925: 140 Einwohner
- 1939: 131 Einwohner
- 1946: 213 Einwohner
- 2000: 131 Einwohner

### Namensentwicklung
- 1393: Tirpewitz
- 1551: Terpitz

## Wirtschaft

### Verkehr
Die Straßen in Terpitz sind schmal. Im ganzen Ort gilt Zone 30.

## Kultur und Tourismus
Der Oldtimerverein der Stadt Kohren-Sahlis hat sein Vereinsdomizil in Terpitz.
Bekannt für das Dorf ist der Elisenhof, der eine Gaststätte und ein kleines Hotel bietet.